# Кубанскостепное сельское поселение
Кубанскостепное сельское поселение — муниципальное образование в Каневском районе Краснодарского края России. 
В рамках административно-территориального устройства Краснодарского края ему соответствует Кубанскостепной сельский округ.
Административный центр — посёлок Кубанская Степь.

## Население
| 2010  | 2012  | 2013  | 2014  | 2015  | 2016  | 2017  |
| ----- | ----- | ----- | ----- | ----- | ----- | ----- |
| 1971  | ↘1959 | ↗1964 | ↗1975 | ↘1967 | ↗1987 | ↘1967 |
| 2018  | 2019  | 2020  | 2021  | 2023  |       |       |
| ↘1928 | ↘1925 | ↘1910 | ↘1905 | ↘1863 |       |       |

## Населённые пункты
В состав сельского поселения (сельского округа) входят 3 населённых пункта:
| № | Населённый пункт | Тип населённого пункта | Население (чел.) |
| - | ---------------- | ---------------------- | ---------------- |
| 1 | Калинино         | село                   | ↘158             |
| 2 | Кубанская Степь  | посёлок                | ↗1389            |
| 3 | Степной          | посёлок                | ↘424             |